# Koganei, Tokyo
Koganei (tiếng Nhật: 小金井市) là một thành phố thuộc ngoại ô Tokyo, Nhật Bản. Tính đến ngày 1 tháng 1 năm 2010, thành phố có dân số là 116.086 và mật độ dân số là 10.250 người/km². Tổng diện tích là 11,33 km².

## Lịch sử
Thành phố được thành lập ngày 1 tháng 10, 1958.

## Địa lý
Thành phố nằm khoảng ở trung tâm của Tokyo, cách Shinjuku 20 km về phía tây, nơi đặt trụ sở vùng đô thị Tokyo. Ở phía bắc có công viên Koganei, phía nam là công viên Nogawa và nghĩa trang Tama, hai trong số các khu vực xanh lớn nhất ở Tokyo.

## Giáo dục

### Các trường đại học
Đại học Hosei, Đại học Nông nghiệp và Công nghệ Tokyo và Đại học Tokyo Gakugei được đặt tại thành phố Koganei. Đại học Tín đồ Cơ đốc Quốc tế, đặt tại thành phố Mitaka, một phần nằm trong Koganei.

### Các trường trung học
Các trường trung học công lập trong thành phố:
- Trung học Bắc Koganei  Lưu trữ ngày 4 tháng 12 năm 2009 tại Wayback Machine
- Trung học Kĩ thuật Koganei  Lưu trữ ngày 29 tháng 11 năm 2009 tại Wayback Machine